# Tapesh 2012
Tapesh 2012 (übersetzt: Herzklopfen 2012) war eine 2006 gegründete Musikgruppe unter der Leitung von Omid Pouryousefi, die ihre Songs zu gesellschaftspolitischen Themen in diversen Stilrichtungen aufführte. Im Jahr 2006 erhielt Tapsh 2012 den Creole Award des Landes Nordrhein-Westfalen in der Sektion Weltmusik. Die Mitglieder sind iranischer, deutsche, englischer, russischer und polnischer Nationalität. Ihre Songs sind in englischer, deutscher und persischer Sprache.

## Geschichte
Der Name dieser Gruppe bezieht sich auf ihr Ziel: „Wir möchten 2012 ein Konzert im Iran geben.“
Shahin Najafi schloss sich dieser Gruppe 2008 an und veröffentlichte sein erstes offizielles Album unter dem Titel „We Are Not Men“ in Zusammenarbeit mit Tapesh. Außerdem arbeiteten Shahin Najafi und die Tapesh Group 2012 an mehreren einzelnen Songs zusammen, beendeten ihre Zusammenarbeit jedoch Anfang 2009.
Tapesh 2012 präsentierte sein Programm auf dem Total World Festival in Bochum, Deutschland, und der Studentenbewegung im Iran.
Diese Gruppe, die viele Werke für die Aufführung im Voraus bereithält, hat beschlossen, einmal im Monat oder alle 20 Tage ein Werk zu senden, und plant, Konzerte in verschiedenen Ländern zu geben.
Gegner der Islamischen Republik Iran ihre Ziele an Universitäten und in Form von Musikgruppen fort,
Blogs von Studenten der Iranischen Opposition hatten eine Erklärung über „Tapesh 2012“ veröffentlicht, die Neuigkeiten über die Kampagne „eine Million Unterschriften“ durch „Tapesh 2012“ brachten.
Tapesh haben die Aufmerksamkeit der Weltmedien auf die unangemessenen Bedingungen im Iran und die Unzufriedenheit der iranischen Bevölkerung gelenkt. Das Europäische Parlament gab die offizielle Unterstützung für die Gruppenpläne bekannt. Sie ermutigen die Menschen, darüber nachzudenken, wie das Regime die Menschenrechte unterdrückt.

## Diskografie
Alben
- 2006: Az Tehran ta Berlin / Von Theran nach Berlin (Lärmquelle Records)
- 2007: Ma Iranim / We Are Iran
- 2008: We Are Not Men